# 콰우테모크 블랑코
콰우테모크 블랑코 브라보(스페인어: Cuauhtémoc Blanco Bravo, 1973년 1월 17일, 멕시코시티 ~ )는 보통 콰우테모크 블랑코라는 약칭으로 불리는 멕시코의 정치인이자 전 축구 선수이다. 별명은 두 발에서 공을 떼지 않고 나선 모양으로 상대 진영을 교란시킨다고 하여 "쿠아우테미나"였다. 멕시코 대표팀에서 활약하던 시절에는 FIFA 컨페더레이션스컵에서 총 9골을 넣어 호나우지뉴와 함께 역대 FIFA 컨페더레이션스컵에서 가장 많은 골을 넣은 선수로 기록되어 있다.
1995년 우루과이와의 경기에서 멕시코 축구 국가대표팀 데뷔전을 치른 그는, 1998년 FIFA 월드컵 대한민국과의 경기에서 다리 사이에 공을 끼고 수비수의 태클을 피하는 기술로 사람들을 깜짝 놀라게 했고, 이어 벨기에와의 경기에서 골을 넣어 멕시코 대표팀을 16강전 진출로 이끌었다.
2000년부터 2002년까지 2년간 스페인의 레알 바야돌리드에서 선수 생활을 하기도 했다.
그는 2010년 FIFA 월드컵 멕시코 국가대표로 출전하면서 프랑스와의 조별예선 2차전 경기에서 페널티킥으로 골을 넣었다. 이 골로 블랑코는 역대 3번째로 나이가 많은 득점자가 되었고 월드컵 3회 연속으로 골을 넣는 기록도 세웠다.
블랑코는 2015년 6월 7일 치러진 멕시코 중간선거에서 멕시코 사회민주당 소속으로 출마하여 쿠에르나바카 시의 시장에 당선되었다

## 같이 보기
- A매치 100경기 이상 출전한 축구 선수 명단